# تل گورستان دشت رئیس
تل قبرستان دشت رئیس مربوط به سده‌های متأخر دوران‌های تاریخی پس از اسلام است و در شهرستان سرچهان، بخش مرکزی، جنوب روستای دشت رئیس ، سمت راست جاده واقع شده و این اثر در تاریخ ۲۸ شهریور ۱۳۸۶ با شمارهٔ ثبت ۱۹۷۱۴ به‌عنوان یکی از آثار ملی ایران به ثبت رسیده است.